# Piedade de Caratinga
Piedade de Caratinga là một đô thị thuộc bang Minas Gerais, Brasil. Đô thị này có diện tích 110,121 km², dân số năm 2007 là 6795 người, mật độ 52,3 người/km².